# Hylaeus williamsi
Hylaeus williamsi är en biart som först beskrevs av John Colburn Bridwell 1919.  Hylaeus williamsi ingår i släktet citronbin, och familjen korttungebin. Inga underarter finns listade i Catalogue of Life.